# Michaił Hambourg
Michaił Hambourg, także Michael (ur. 12 lipca 1855 w Jarosławiu, zm. 18 czerwca 1916 w Toronto) – rosyjski pianista.

## Życiorys
Kształcił się w Konserwatorium Petersburskim i Konserwatorium Moskiewskim, gdzie jego nauczycielami byli Nikołaj Rubinstein i Siergiej Taniejew. W latach 1880–1881 wykładał w Konserwatorium Moskiewskim, następnie od 1881 do 1911 roku był wykładowcą Guildhall School of Music w Londynie. W 1911 roku wyjechał do Toronto, gdzie wspólnie z synami Borisem i Janem założył Hambourg Conservatory of Music.
Jego uczniem był Gerald Moore.